# Jean Hotman
Jean Hotman, marchese Villers-St-Paul (Losanna, 1552 – 26 gennaio 1636), è stato un diplomatico francese.

## Biografia
Figlio maggiore del famoso giurista François Hotman, nacque a Losanna perché la sua famiglia era in esilio durante le guerre di religione in Francia. Suo padre, anche se erede ad un appezzamento di terreno, non prese il titolo di marchese perché la sua aderenza al Protestantesimo lo distanziò dalla sua famiglia stessa.
A causa dei conflitti religiosi la sua famiglia fu costretta spesso a trasferirsi. Dal 1555 a 1563 vissero a Strasburgo, dal 1563 al 1566 a Valencia, dal 1566 al 1572 a Bruges, dal 1572 al 1578 a Ginevra.
Nel 1578 si trasferirono per l'ultima volta a Basilea dove il padre Jean morì nel 1590.
Jean studiò legge a Valencia laureandosi nel 1568. Andò più tardi a Parigi nel 1578, ed attraverso l'influenza di suo padre, divenne tutore nella famiglia dell'ambasciatore inglese a Parigi Amias Paulet. Quando Amias fu richiamato in Inghilterra nel 1579, Jean lo seguì per continuare a fare da tutore ai suoi figli.
Nel marzo 1580, Jean si stabilisce ad Oxford dove poté conoscere i maggiori esponenti della corrente di pensiero inglese del tempo. Si laureò in legge all'Università di Oxford nel 1581.
Mentre ad Oxford, Jean precipitò in con un gruppo di individui incluso Richard Hakluyt, Enrico Cuffe (1563-1601) e Ser Filippo Sidney. Attraverso Filippo Sidney ed Amias Paulet, Hotman attirò l'attenzione dello zio di Filippo Robert Dudley, il Cancelliere dell'Università che l'impegnò come il suo segretario di lingua straniera.
Questo portò Hotman alla corte della Regina Elisabetta. Nonostante questo, si ritrasferì al continente. A Caen 1584 venne nominato rettore dell'università di legge. Approssimativamente 1584 o 1585, sposò, probabilmente in Francia, Penelope Devereux la Signora Rich. Il 14 gennaio 1585 divenne consigliere e tutore del futuro Enrico IV.  Ritornò in Inghilterra, dove seguì Leicester nei Paesi Bassi nel maggio 1585, e quando Leicester ritornò in Inghilterra venne lasciato come suo agente, con la commissione speciale di pacificare i guai in Utrecht.
Eseguì bene il suo compito, ma lo riferì direttamente alla regina Elisabetta senza avvisare Leicester, il quale lo riprese per questo. Questo fatto non portò ad una rottura permanente per "Quando Leicester dopo il suo secondo soggiorno nei Paesi Bassi, ritornò in Inghilterra (Dec 1587), Hotman era uno del suo seguito." (Posthumus, pg 40) 
Alla morte del padre nel 1590, ritornò in Francia a stabilendosi nell'appezzamento di terreno e divenne il guardiano delle sue tre sorelle nubili.